# Programa Saúde na Escola

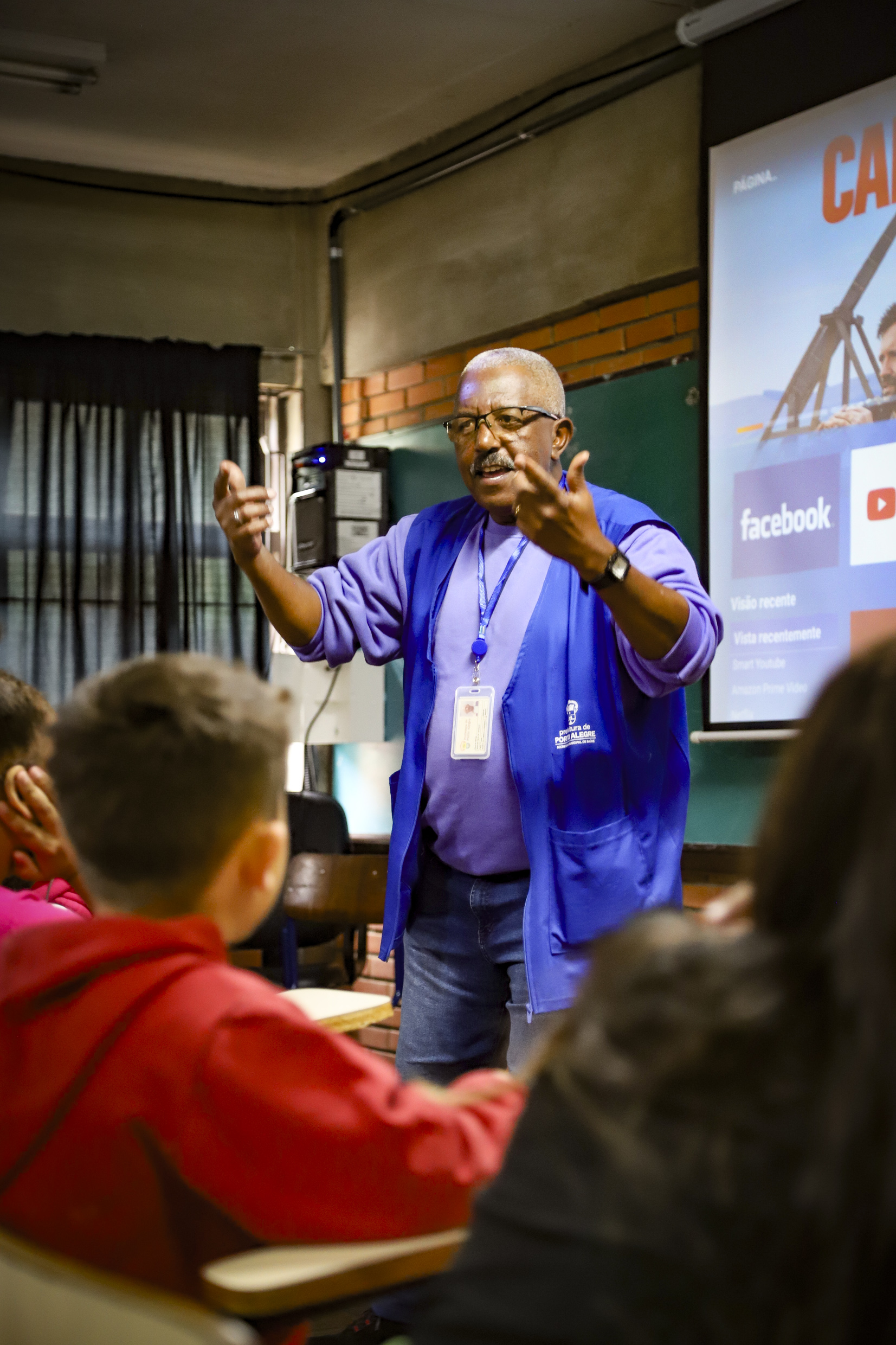
Agente comunitário de saúde durante uma atividade do Programa Saúde na Escola, em Porto Alegre (RS).

O Programa Saúde na Escola (PSE) é uma estratégia intersetorial criada, em 2007, no âmbito dos Ministérios da Saúde e da Educação, que visa a integração entre ambos os setores, contribuindo para a formação integral do estudante. Em geral, suas ações de promoção, prevenção e atenção à saúde são desenvolvidas no ambiente escolar, alcançando crianças e adolescentes da Educação Básica, a fim de melhorar a qualidade de vida da população.